# Río Incahuasi
El río Incahuasi es un curso natural de agua que nace en el volcán Colorados: 16  y fluye con dirección general oeste hasta sumirse en una amplia vega y bofedal.: 5 
No se debe confundir con el río Incaguaz en la cuenca del río Elqui.

## Trayecto
El río nace en un encadenamiento de cerros islas que se cruzan en el kilómetro 56 del camino actual. La cadena de cerros es la divisoria de aguas entre los sistemas río Grande- río Vilama.: 16 

## Caudal y régimen
En noviembre y diciembre de 1999 se midió un caudal de 7,42 l/s.: 16 

## Historia
El nombre "Incahuasi", a veces "Incaguasi" es usado a menudo en el altiplano y significa según Astaburuaga en su Diccionario Geográfico de la República de Chile  "casa del inca".
Luis Risopatrón describe su origen en su Diccionario Jeográfico de Chile: 428 
Ingahuasi (Ojo de agua de) 22° 33' 68° 00'. Revienta en la parte superior de la quebrada de Putana, a corta distancia al NW del volcan Machuca. 116, p. 115; i 134; e Ingaguasi en 156. Ingapichasca (Aldea) 30° 23'. en 155, p. 333.- Véase Pichasca.

## Población, economía y ecología
Parte de las aguas del río son utilizadas por los ganaderos de la zona para pastoreo y bebedero de ganado camélido por la comunidad de Machuca.: 5 